# Doddamole, Chamarajanagar
Doddamole là một làng thuộc tehsil Chamarajanagar, huyện Chamarajanagar, bang Karnataka, Ấn Độ.